# Adnana (marinar fictiv)
Adnana este unul din marinarii echipajului goeletei Speranța, încercată tânără, provenită dintr-o familie extinsă, mixtă, de navigatori din jurul Mării Mediterane, originară probabil din Liban și personaj fictiv al romanului Toate pînzele sus!, al scriitorului Radu Tudoran, respectiv unul din personajele principale al serialului de televiziune al Televiziunii Naționale Române aproape omonim, Toate pînzele sus, adaptarea cinematografică a romanului. 
Actrița timișoreană Julieta Szönyi, a interpretat personajul Adnana.

## Episoade
Adnana apare în episoadele 1, apoi în 4,5 și 6, pentru a concluziona continuu în ultimele cinci episoade (de la 8 la 12) ale serialului de televiziune.